# اسپنسر باترفیلد
اسپنسر باترفیلد (انگلیسی: Spencer Butterfield؛ زادهٔ ۱۱ اکتبر ۱۹۹۲) بازیکن بسکتبال اهل ایالات متحده آمریکا است.